# Gäddträskälven
Gäddträskälven är en liten skogsälv i södra Norrbotten, Älvsbyns kommun. Längd cirka 25 km, avrinningsområde ca 130 kvkm. Utgör största biflödet till Alterälven och mynnar i Pålsträsket.